# إريك مارتن (موسيقي)
إريك مارتن (بالإنجليزية: Eric Martin)‏ هو موسيقي ومغني وكاتب أغاني أمريكي، ولد في 10 أكتوبر 1960 في لونغ آيلاند سيتي في الولايات المتحدة.

## وصلات خارجية
- الموقع الرسمي
- إريك مارتن على موقع ميوزك برينز (الإنجليزية)
- إريك مارتن على موقع قاعدة بيانات برودواي على الإنترنت (الإنجليزية)
- إريك مارتن على موقع أول ميوزيك (الإنجليزية)
- إريك مارتن على موقع ديسكوغز (الإنجليزية)